# ダイヤモンドカップ
- 競艇のGI競走の1つで、競艇場の大規模な施設改善の完了を記念して開催されるダイヤモンドカップ競走のこと。
- 岩手県競馬組合が施行する競馬の重賞競走のこと。本項ではこれについて説明する。
- 日本国のゴルフ大会についてはダイヤモンドカップゴルフ参照。

ダイヤモンドカップは岩手県競馬組合が施行する地方競馬の重賞競走である。以前の名称は岩手ダービー ダイヤモンドカップ（いわてダービー ダイヤモンドカップ）であったが2019年より現名称になった。正式名称は「みちのく爽やか杯 ダイヤモンドカップ」。

## 概要
1981年に水沢競馬場のダート1800メートルで施行される4歳（旧表記）限定の重賞競走として創設されたが、1986年に格下げされ同年から1999年までは特別競走として施行された。2000年からは再び重賞に格上げされ、5月上旬に施行されるダート1600メートルの競走となり、春季の3歳マイル路線の目標競走となった。2007年よりダート2000mの競走で行われる。
歴代優勝馬には、カウンテスアップ（1984年）・スイフトセイダイ（1989年）・モリユウプリンス（1992年）・メイセイオペラ（1997年）・バンケーティング（2001年）といった、のちに岩手競馬や全国のダート重賞競走で活躍した馬が名を連ねている。
2000年は岩手朝日テレビから優勝杯の提供を受け、名称を「IAT杯 ダイヤモンドカップ」として施行された。
2006年はダービーWeekが創設されたのに伴い競走名に岩手ダービーの冠が付与され、競走名が「岩手ダービー ダイヤモンドカップ」となった。また施行時期が6月上旬に移されジャパンダートダービー指定競走となった。なお岩手競馬には、不来方賞がダービーに相当する競走として存在している。
2007年に岩手めんこいテレビから優勝杯の提供を受け、名称を「めんこいテレビ杯 岩手ダービーダイヤモンドカップ」に変更。なお、同年優勝馬の馬主に対して副賞として種牡馬の配合権利が贈られるようになる（ダービーWeek#スタリオン賞を参照）。
2016年に岩手競馬で重賞格付け制度が開始され、M1に格付けされた。
2019年に岩手3歳三冠競走の体系見直しに伴い、開催時期を8月に、また距離もダート1600mに短縮されることになった。これに伴い、岩手ダービーの冠は、2003年以来復活した東北優駿に付けられることになった。この年、レース名が「水沢信用金庫賞 ダイヤモンドカップ」となる。
2020年より開催時期が5月に繰り上げられるとともに、岩手3歳三冠競走の1冠目の競走となる。また、レース名が「AKT秋田テレビ杯 ダイヤモンドカップ」に変更された。
2022年はレース名が「奥州市長杯 ダイヤモンドカップ」となるが、翌2023年は盛岡競馬場での開催となり、レース名が「みちのく爽やか杯 ダイヤモンドカップ」へ変わった。
2024年より3歳ダート三冠が設定されたことに伴い、東日本地区（北海道・岩手・南関東）交流の東京ダービー指定競走となり、距離もダート1800mに延長されることになった。なお、出走馬に対する優先出走権の付与はないものの、本競走1着馬が東京ダービー出走を希望した場合、当該馬は出走馬選定委員会による選定において本競走の成績を重視したうえで決定される。
2025年現在HITスタリオンシリーズに指定されている。対象種牡馬は2019年から2021年がビーチパトロール、2022年はフォーウィールドライブ、2023年はインディチャンプ、2024年はチュウワウィザード、2025年はカフェファラオ。

### 条件・賞金等（2025年）
出走条件
サラブレッド系3歳、東日本交流。
負担重量
定量。56kg、牝馬2kg減。
賞金等
賞金額は1着1000万円、2着350万円、3着200万円、4着130万円、5着70万円で、着外手当は10万円。
優先出走権付与
上位3着までに入った岩手所属馬に東北優駿の優先出走権が付与される。
副賞
みちのく爽やか賞、JBC協会賞、盛岡市長賞、開催執務委員長賞

### 本競走へのトライアル競走
2006年以前は「やまびこ賞」で、優勝馬に本競走への優先出走権が与えられていた。2007年から2012年までは盛岡競馬場のダート1800mのサラブレッド系3歳の岩手所属馬限定の別定重量のオープン特別競走「七時雨賞」で、上位2着までに本競走への優先出走権が与えられた。2013年から2019年は「やまびこ賞」が重賞（2016年にM3に格付け）に格上げされた上で再びトライアル競走となり、2013年は上位2着馬までに、2014年からは2018年までは上位3着馬までに本競走の優先出走権が付与されていた。2021年から2024年はスプリングカップがトライアルとなり、上位3着までに本競走の優先出走権が付与されていた。2025年現在、本競走へのトライアル競走はない。

## 歴代優勝馬
全てダートコースで施行。また、1994年までの盛岡は、旧盛岡競馬場（黄金競馬場）。
馬齢は2000年以前も現表記。
| 回数   | 施行日         | 競馬場 | 距離  | 優勝馬             | 性齢 | 所属 | タイム | 優勝騎手   | 管理調教師 | 馬主              |
| ------ | -------------- | ------ | ----- | ------------------ | ---- | ---- | ------ | ---------- | ---------- | ----------------- |
| 第1回  | 1981年6月28日  | 水沢   | 1800m | マルイチダンサー   | 牡3  | 盛岡 | 2:00.5 | 佐藤敏彦   | 阿部三郎   |                   |
| 第2回  | 1982年6月27日  | 水沢   | 1800m | スーパーライジン   | 牡3  | 水沢 | 2:00.1 | 菅原勲     | 菅原和治   |                   |
| 第3回  | 1983年7月10日  | 水沢   | 1800m | セニヨールキヨマツ | 牡3  | 盛岡 | 1:58.2 | 佐藤浩一   | 小西善一郎 | 伊藤喜代松        |
| 第4回  | 1984年6月24日  | 水沢   | 1800m | カウンテスアツプ   | 牡3  | 水沢 | 1:59.8 | 草地保隆   | 千葉忠一   |                   |
| 第5回  | 1985年6月30日  | 水沢   | 1800m | ミヤシロフアミリー | 牡3  | 盛岡 | 2:01.0 | 佐藤浩一   | 小西善一郎 |                   |
| 第6回  | 1986年11月16日 | 水沢   | 1800m | ジヨージアセイコウ | 牡3  | 水沢 | 1:57.8 | 村上昌幸   | 村上初男   | 熊谷留            |
| 第7回  | 1987年6月15日  | 盛岡   | 1800m | セーヌボーイ       | 牡3  | 盛岡 | 1:55.6 | 佐藤雅彦   | 櫻田新一郎 | 小笠原江美子      |
| 第8回  | 1988年6月13日  | 盛岡   | 1800m | イワトヨダイバ     | 牡3  | 水沢 | 1:56.2 | 佐藤浩一   | 酒井清     | 小川原尚美        |
| 第9回  | 1989年6月11日  | 盛岡   | 1800m | スイフトセイダイ   | 牡3  | 盛岡 | 1:56.1 | 小竹清一   | 城地藤男   | 中村正子          |
| 第10回 | 1990年6月11日  | 盛岡   | 1800m | カナンヒリュウ     | 牡3  | 水沢 | 2:00.0 | 石川榮     | 千葉博     | 角掛浅吉          |
| 第11回 | 1991年7月14日  | 盛岡   | 1800m | キタカミカツヒメ   | 牝3  | 水沢 | 1:58.7 | 小林俊彦   | 小林長治   | 加藤秋實          |
| 第12回 | 1992年6月15日  | 盛岡   | 1800m | モリユウプリンス   | 牡3  | 水沢 | 1:56.8 | 及川良春   | 千葉四美   | 森山恭子          |
| 第13回 | 1993年6月14日  | 水沢   | 1800m | アンダーキング     | 牡3  | 水沢 | 1:55.9 | 千田知幸   | 村上昌幸   | 日山政藏          |
| 第14回 | 1994年7月10日  | 盛岡   | 1800m | ハルチャンピオン   | 牡3  | 水沢 | 1:57.2 | 三野宮通   | 村上実     | 加賀邦彦          |
| 第15回 | 1995年5月14日  | 水沢   | 1900m | サカモトテイオー   | 牡3  | 水沢 | 2:08.2 | 菅原勲     | 酒井清     | 高橋正            |
| 第16回 | 1996年5月19日  | 水沢   | 1900m | ブルーレフティー   | 牡3  | 盛岡 | 2:10.4 | 山本裕次郎 | 熊谷昇     | 吉田耕作          |
| 第17回 | 1997年5月31日  | 盛岡   | 1800m | メイセイオペラ     | 牡3  | 水沢 | 1:54.8 | 渡邉正彦   | 佐々木修一 | （有）明正商事    |
| 第18回 | 1998年5月31日  | 盛岡   | 1800m | キタノタイトル     | 牡3  | 水沢 | 1:57.4 | 関本浩司   | 伊藤和     | 相場稔            |
| 第19回 | 1999年5月30日  | 盛岡   | 1800m | マルケイゲイン     | 牡3  | 水沢 | 1:55.4 | 村松学     | 菅原右吉   | 倉口吉太郎        |
| 第20回 | 2000年5月14日  | 盛岡   | 1600m | トニージェント     | 牡3  | 水沢 | 1:38.6 | 村上忍     | 村上実     | 熊谷みき子        |
| 第21回 | 2001年5月6日   | 水沢   | 1600m | バンケーティング   | 牡3  | 盛岡 | 1:44.7 | 畠山信一   | 平澤芳三   | 佐々木誠吾        |
| 第22回 | 2002年5月6日   | 水沢   | 1600m | チュードサンデー   | 牡3  | 水沢 | 1:44.9 | 菅原勲     | 佐々木修一 | 遠藤忠志          |
| 第23回 | 2003年5月5日   | 水沢   | 1600m | フルグラトル       | 牡3  | 盛岡 | 1:44.4 | 小林俊彦   | 櫻田勝男   | 稲原一美          |
| 第24回 | 2004年5月9日   | 盛岡   | 1600m | シャンハイジャパン | 牡3  | 水沢 | 1:42.6 | 草地保隆   | 遠藤陸夫   | 高橋ツメ          |
| 第25回 | 2005年5月15日  | 盛岡   | 1600m | トレジャーファンド | 牡3  | 盛岡 | 1:38.9 | 村上忍     | 小西重征   | 佐藤文一          |
| 第26回 | 2006年6月11日  | 水沢   | 1600m | オウシュウクラウン | 牡3  | 盛岡 | 1:40.5 | 小林俊彦   | 櫻田浩三   | 西村專次          |
| 第27回 | 2007年6月10日  | 盛岡   | 2000m | セイントセーリング | 牡3  | 水沢 | 2:11.3 | 菅原勲     | 鈴木七郎   | 内海正章          |
| 第28回 | 2008年6月2日   | 盛岡   | 2000m | ゴールデンクリーク | 牡3  | 水沢 | 2:11.2 | 板垣吉則   | 村上昌幸   | 小野寺佐吉        |
| 第29回 | 2009年6月1日   | 盛岡   | 2000m | マヨノエンゼル     | 牡3  | 盛岡 | 2:13.8 | 小林俊彦   | 葛西勝幸   | 倉口吉太郎        |
| 第30回 | 2010年5月31日  | 盛岡   | 2000m | ロックハンドスター | 牡3  | 水沢 | 2:11.3 | 菅原勲     | 瀬戸幸一   | 千葉浩            |
| 第31回 | 2011年6月13日  | 盛岡   | 2000m | ベストマイヒーロー | 牡3  | 水沢 | 2:11.8 | 菅原勲     | 瀬戸幸一   | 千葉浩            |
| 第32回 | 2012年6月4日   | 盛岡   | 2000m | アスペクト         | 牡3  | 盛岡 | 2:07.3 | 山本政聡   | 櫻田浩三   | 山本武司          |
| 第33回 | 2013年6月3日   | 盛岡   | 2000m | ヴイゼロワン       | 牡3  | 水沢 | 2:12.7 | 高松亮     | 千葉幸喜   | 大久保和夫        |
| 第34回 | 2014年6月2日   | 盛岡   | 2000m | ライズライン       | 牡3  | 水沢 | 2:10.7 | 村上忍     | 千葉幸喜   | 大久保和夫        |
| 第35回 | 2015年6月1日   | 盛岡   | 2000m | ロールボヌール     | 牡3  | 水沢 | 2:08.5 | 山本聡哉   | 千葉幸喜   | 大久保和夫        |
| 第36回 | 2016年6月6日   | 盛岡   | 2000m | エンパイアペガサス | 牡3  | 水沢 | 2:09.4 | 村上忍     | 佐藤祐司   | 佐藤信廣          |
| 第37回 | 2017年6月11日  | 水沢   | 2000m | キングジャガー     | 牡3  | 水沢 | 2:10.4 | 高橋悠里   | 板垣吉則   | 廣松金次          |
| 第38回 | 2018年6月10日  | 水沢   | 2000m | チャイヤプーン     | 牡3  | 水沢 | 2:15.1 | 村上忍     | 千葉幸喜   | 大久保和夫        |
| 第39回 | 2019年8月18日  | 水沢   | 1600m | パンプキンズ       | 牡3  | 水沢 | 1:44.2 | 菅原俊吏   | 伊藤和忍   | 山中元夫          |
| 第40回 | 2020年5月3日   | 水沢   | 1600m | グランコージー     | 牡3  | 盛岡 | 1:44.3 | 鈴木祐     | 櫻田康二   | 布施慶士          |
| 第41回 | 2021年5月2日   | 水沢   | 1600m | リュウノシンゲン   | 牡3  | 水沢 | 1:40.7 | 坂口裕一   | 菅原勲     | 蓑島竜一          |
| 第42回 | 2022年5月1日   | 水沢   | 1600m | グットクレンジング | 牡3  | 水沢 | 1:40.5 | 山本政聡   | 板垣吉則   | 小林祐介          |
| 第43回 | 2023年4月30日  | 盛岡   | 1600m | ミニアチュール     | 牝3  | 水沢 | 1:39.4 | 山本政聡   | 佐藤祐司   | 平賀敏男          |
| 第44回 | 2024年5月5日   | 盛岡   | 1800m | フジユージーン     | 牡3  | 水沢 | 1:52.8 | 村上忍     | 瀬戸幸一   | (有) 富士ファーム |
| 第45回 | 2025年5月4日   | 盛岡   | 1800m | シーソーゲーム     | 牡3  | 大井 | 1:53.2 | 矢野貴之   | 藤田輝信   | 保坂和孝          |